# Italië op de Olympische Zomerspelen 1996
Italië nam deel aan de Olympische Zomerspelen 1996 in Atlanta, Verenigde Staten.

## Medailleoverzicht
| Sport        | Olympiër(s) | Onderdeel                     | Medaille |
| ------------ | --- | ----------------------------- | -------- |
| Gymnastiek   | Yuri Chechi | ringen (m)                    | Goud     |
| Kanovaren    | Antonio Rossi | K-1 500m (m)                  | Goud     |
| Kanovaren    | Antonio Rossi Daniele Scarpa | K-2 1000m (m)                 | Goud     |
| Roeien       | Agostino Abbagnale Davide Tizzano | dubbel-twee (m)               | Goud     |
| Schermen     | Maurizio Randazzo Sandro Cuomo Angelo Mazzoni | degen team (m)                | Goud     |
| Schermen     | Alessandro Puccini | floret (m)                    | Goud     |
| Schermen     | Giovanna Trillini Francesca Bortolozzi-Borella Valentina Vezzali | floret team (v)               | Goud     |
| Schietsport  | Roberto Di Donna | 10m luchtpistool (m)          | Goud     |
| Schietsport  | Ennio Falco | skeet (m)                     | Goud     |
| Wielersport  | Andrea Collinelli | individuele achtervolging (m) | Goud     |
| Wielersport  | Silvio Martinello | puntenkoers (m)               | Goud     |
| Wielersport  | Antonella Bellutti | individuele achtervolging (v) | Goud     |
| Wielersport  | Paola Pezzo | mountainbike (v)              | Goud     |
| Atletiek     | Elisabetta Perrone | 10km snelwandelen (v)         | Zilver   |
| Atletiek     | Fiona May | verspringen (v)               | Zilver   |
| Judo         | Girolamo Giovinazzo | -60kg (m)                     | Zilver   |
| Kanovaren    | Beniamino Bonomi | K-1 1000m (m)                 | Zilver   |
| Kanovaren    | Beniamino Bonomi Daniele Scarpa | K-2 500m (m)                  | Zilver   |
| Schermen     | Margherita Zalaffi Laura Chiesa Elisa Uga | degen team (v)                | Zilver   |
| Schermen     | Valentina Vezzali | floret (v)                    | Zilver   |
| Schietsport  | Albano Pera | dubbeltrap (m)                | Zilver   |
| Volleybal    | Andrea Sartoretti Paolo Tofoli Andrea Zorzi Pasquale Gravina Marco Meoni Samuele Papi Luca Cantagalli Andrea Gardini Andrea Giani Lorenzo Bernardi Vigor Bovolenta Marco Bracci                                                  | zaal (m)                      | Zilver   |
| Wielersport  | Imelda Chiappa | wegwedstrijd (v)              | Zilver   |
| Atletiek     | Alessandro Lambruschini | 3000m steeplechase (m)        | Brons    |
| Atletiek     | Roberta Brunet | 5000m (v)                     | Brons    |
| Boogschieten | Michele Frangilli Matteo Bisiani Andrea Parenti | team (m)                      | Brons    |
| Judo         | Ylenia Scapin | -72kg (v)                     | Brons    |
| Kanovaren    | Josefa Idem Guerrini | K-1 500m (v)                  | Brons    |
| Schermen     | Raffaello Caserta Luigi Tarantino Tonhi Terenzi | sabel team (m)                | Brons    |
| Schermen     | Giovanna Trillini | floret (v)                    | Brons    |
| Schietsport  | Roberto Didonna | 50m pistool (m)               | Brons    |
| Schietsport  | Andrea Benelli | skeet (m)                     | Brons    |
| Waterpolo    | Leonardo Sottani Carlo Silipo Luca Giustolisi Amedeo Pomilio Francesco Postiglione Roberto Calcaterra Marco Gerini Alberto Ghibellini Alessandro Bovo Alessandro Calcaterra Alberto Angelini Francesco Attolico Fabio Bencivenga | mannen                        | Brons    |
| Zeilen       | Alessandra Sensini | mistral (v)                   | Brons    |
| Zwemmen      | Emanuele Merisi | 200m rugslag (m)              | Brons    |

## Deelnemers en resultaten
(m) = mannen, (v) = vrouwen

### Atletiek
| Olympiër                                                              | Discipline             | Resultaat | Prestatie                                                                      |
| --------------------------------------------------------------------- | ---------------------- | --------- | ------------------------------------------------------------------------------ |
| Ezio Madonia                                                          | 100m (m)               | 35e       | serie 4: 4de in 10,33 kwartfinale 2: 8ste in 10,43                             |
| Stefano Tilli                                                         | 100m (m)               | 41e       | serie 3: 6de in 10,38                                                          |
| Sandro Floris                                                         | 200m (m)               | 54e       | serie 11: 6de in 21,01                                                         |
| Andrea Benvenuti                                                      | 800m (m)               | DNF       | serie 6: 2de in 1.47,45 halve finale 3: niet gefinisht                         |
| Giuseppe D'Urso                                                       | 800m (m)               | 14e       | serie 4: 2de in 1.45,27 halve finale 1: 5de in 1.46,97                         |
| Andrea Giocondi                                                       | 800m (m)               | 27e       | serie 8: 3de in 1.47,26                                                        |
| Stefano Baldini                                                       | 5000m (m)              | 22e       |                                                                                |
| Gennaro Di Napoli                                                     | 5000m (m)              | 12e       | 13.28,36                                                                       |
| Stefano Baldini                                                       | 10000m (m)             | 18e       | 29.07,77                                                                       |
| Fabrizio Mori                                                         | 400m horden (m)        | 6e        | serie 1: 2de in 48,90 halve finale 1: 3de in 48,43 finale: 6de in 48,41        |
| Laurent Ottoz                                                         | 400m horden (m)        | 10e       | serie 2: 2de in 48,92 halve finale 2: 6de in 48,52                             |
| Ashraf Saber                                                          | 400m horden (m)        | 27e       | serie 6: 3de in 49,71                                                          |
| Angelo Carosi                                                         | 3000m steeplechase (m) | 9e        | serie 3: 1ste in 8.30,83 halve finale 2: 7de in 8.21,86 finale: 9de in 8.29,67 |
| Alessandro Lambruschini                                               | 3000m steeplechase (m) | Brons     | serie 1: 4de in 8.31,69 halve finale 1: 3de in 8.27,32 finale: 3de in 8.11,28  |
| Giovanni Puggioni Ezio Madonia Angelo Cipolloni Sandro Floris         | 4x100m (m)             | DNF       |                                                                                |
| Fabrizio Mori Alessandro Aimar Andrea Nuti Ashraf Saber Marco Vaccari | 4x400m (m)             | 9e        |                                                                                |
| Salvatore Bettiol                                                     | marathon (m)           | 20e       | 2:17.27                                                                        |
| Danilo Goffi                                                          | marathon (m)           | 9e        | 2:15.08                                                                        |
| Davide Milesi                                                         | marathon (m)           | 50e       | 2:21.45                                                                        |
| Giovanni De Benedictis                                                | 20km snelwandelen (m)  | 27e       | 1:25.22                                                                        |
| Michele Didoni                                                        | 20km snelwandelen (m)  | 34e       | 1:26.02                                                                        |
| Giovanni Perricelli                                                   | 20km snelwandelen (m)  | 16e       | 1:23.41                                                                        |
| Giovanni De Benedictis                                                | 50km snelwandelen (m)  | DNF       | niet gefinisht                                                                 |
| Arturo Di Mezza                                                       | 50km snelwandelen (m)  | 4e        | 3:44.52                                                                        |
| Giovanni Perricelli                                                   | 50km snelwandelen (m)  | 13e       | 3:52.31                                                                        |
| Simone Bianchi                                                        | verspringen (m)        | 25e       | kwalificatie: 25ste met 7,79m                                                  |
| Paolo Dal Soglio                                                      | kogelstoten (m)        | 4e        | kwalificatie: 1ste met 20,58m finale: 4de met 20,74m                           |
| Corrado Fantini                                                       | kogelstoten (m)        | 11e       | kwalificatie: 11de met 19,40m finale: 11de met 19,30m                          |
| Giorgio Venturi                                                       | kogelstoten (m)        | 19e       | kwalificatie: 19de met 18,98m                                                  |
| Diego Fortuna                                                         | discuswerpen (m)       | 19e       | kwalificatie: 19de met 60,08m                                                  |
| Loris Paoluzzi                                                        | kogelslingeren (m)     | 6e        | kwalificatie: 27ste met 72,82m finale: 9de met 76,98m                          |
| Enrico Sgrulletti                                                     | kogelslingeren (m)     | 11e       | kwalificatie: 7de met 77,36m finale: 11de met 19,30m                           |
| Beniamino Poserina                                                    | tienkamp (m)           | 2e        | 7013 punten                                                                    |
|                                                                       |                        |           |                                                                                |
| Virna De Angeli                                                       | 400m (v)               | 21e       |                                                                                |
| Patrizia Spuri                                                        | 400m (v)               | 29e       |                                                                                |
| Roberta Brunet                                                        | 5000m (v)              | Brons     | 15.07,52                                                                       |
| Silvia Sommaggio                                                      | 5000m (v)              | 18e       |                                                                                |
| Maria Guida                                                           | 10000m (v)             | DNF       |                                                                                |
| Silvia Sommaggio                                                      | 10000m (v)             | 25e       |                                                                                |
| Carla Tuzzi                                                           | 100m horden (v)        | DNF       | serie 6: niet gefinisht                                                        |
| Virna de Angeli                                                       | 400m horden (v)        | 26e       |                                                                                |
| Maria Curatolo                                                        | marathon (v)           | DNF       | niet gefinisht                                                                 |
| Ornella Ferrara                                                       | marathon (v)           | 13e       | 2:33.09                                                                        |
| Maura Viceconte                                                       | marathon (v)           | DNF       | niet gefinisht                                                                 |
| Rossella Giordano                                                     | 10km snelwandelen (v)  | 5e        | 42.43                                                                          |
| Elisabetta Perrone                                                    | 10km snelwandelen (v)  | Zilver    | 42.12                                                                          |
| Annarita Sidoti                                                       | 10km snelwandelen (v)  | 11e       | 43.57                                                                          |
| Fiona May                                                             | verspringen (v)        | Zilver    | 7,02m                                                                          |
| Barbara Lah                                                           | hink-stap-springen (v) | 17e       | 13,74m                                                                         |
| Antonella Bevilacqua                                                  | hoogspringen (v)       | DSQ       | gediskwalificeerd                                                              |
| Agnese Maffeis                                                        | discuswerpen (v)       | 32e       | 56,54m                                                                         |
| Giuliana Spada                                                        | zevenkamp (v)          | DNF       | niet gefinisht                                                                 |

### Basketbal
| Olympiër | Discipline | Resultaat | Prestatie |
| --- | ---------- | --------- | --- |
| Stefania Zanussi Giuseppina Tufano Novella Schiesaro Marta Rezoagli Catarina Pollini Elena Paparazzo Valentina Gardellin Mara Fullin Nicoletta Caselin Susanna Bonfiglio Viviana Ballabio Lorenza Arnetoli | vrouwen    | 8e        | groep A: 3de W van China: 62-53 W van Canada: 59-54 V van Rusland: 70-75 W van Japan: 66-52 V van Brazilië: 73-75 kwartfinale: V van Oekraïne: 50-59 5-8ste plek: V van Cuba: 70-78 7-8ste plek: V van Japan: 69-81 |

| Groep A |          |             |             |             |        |        |        |        |
| #       | Land     | Wedstrijden | Wedstrijden | Wedstrijden | Punten | Punten | Punten | Punten |
| #       | Land     | G           | W           | V           | V      | T      | Saldo  | Punten |
| 1       | Brazilië | 5           | 5           | 0           | 424    | 360    | +64    | 10     |
| 2       | Rusland  | 5           | 4           | 1           | 378    | 342    | +36    | 9      |
| 3       | Italië   | 5           | 3           | 2           | 330    | 309    | +21    | 8      |
| 4       | Japan    | 5           | 2           | 3           | 365    | 396    | -31    | 7      |
| 5       | China    | 5           | 1           | 4           | 347    | 378    | -31    | 6      |
| 6       | Canada   | 5           | 0           | 5           | 293    | 352    | -59    | 5      |

| Ronde       | Datum   | Plaats   | Land  | Score    | Land |
| ----------- | ------- | -------- | ----- | -------- | ---- |
| Groepsfase  |         |          |       |          |      |
| 21 juli     | Atlanta | Italië   | 62-53 | China    |      |
| 23 juli     | Atlanta | Canada   | 54-59 | Italië   |      |
| 25 juli     | Atlanta | Italië   | 70-75 | Rusland  |      |
| 27 juli     | Atlanta | Japan    | 52-66 | Italië   |      |
| 29 juli     | Atlanta | Italië   | 73-75 | Brazilië |      |
| Kwartfinale |         |          |       |          |      |
| 31 juli     | Atlanta | Oekraïne | 59-50 | Italië   |      |
| 5-8ste plek |         |          |       |          |      |
| 1 augustus  | Atlanta | Cuba     | 78-70 | Italië   |      |
| 7-8ste plek |         |          |       |          |      |
| 3 augustus  | Atlanta | Italië   | 69-81 | Japan    |      |

### Boksen
| Olympiër             | Discipline | Resultaat | Prestatie                                                                                                  |
| -------------------- | ---------- | --------- | --- |
| Carmine Molaro       | -51kg (m)  | 17e       | 1ste ronde: V van AUS Hussein: 8-11                                                                        |
| Cristian Giantomassi | -60kg (m)  | 17e       | 1ste ronde: V van KGZ Kopenkin: 11-12                                                                      |
| Antonio Perugino     | -71kg (m)  | 8e        | 1ste ronde: W van PUR Quiñones: 10-8 2de ronde: W van SWE Pettersson: 18-4 kwartfinale: V van CUB Duvergel |
| Pietro Aurino        | -81kg (m)  | 9e        | 1ste ronde: W van TUR Öztürk: 15-7 2de ronde: V van KAZ Jirov: 13-18                                       |
| Paolo Vidoz          | +91kg (m)  | 9e        | 1ste ronde: vrij 2de ronde: V van CUB Rubalcaba: scheidsrechterlijke beslissing                            |

### Boogschieten
| Olympiër                                            | Discipline      | Resultaat | Prestatie |
| --------------------------------------------------- | --------------- | --------- | --- |
| Matteo Bisiani                                      | individueel (m) | 10e       | plaatsingsronde: 10de met 669 punten 1ste ronde: W van IND Dorje: 167-156 2de ronde: W van UKR Yevetsky: 163-152 3de ronde: V van SWE Petersson: 163-167                                                  |
| Michele Frangilli                                   | individueel (m) | 6e        | plaatsingsronde: 1ste met 684 punten 1ste ronde: W van KEN Rebelo: 166-142 2de ronde: W van IND Chhangte: 164-158 3de ronde: W van UKR Zabrodsky: 170-160 kwartfinale: V van USA Huish: 112-112 (9-10)    |
| Andrea Parenti                                      | individueel (m) | 17e       | plaatsingsronde: 39ste met 649 punten 1ste ronde: W van FRA Letulle: 161-150 2de ronde: V van SWE Petersson: 155-167                                                                                      |
| Michele Frangilli Matteo Bisiani Andrea Parenti     | team (m)        | Brons     | plaatsingsronde: 2de met 2000 punten 1ste ronde: W van Chinees Taipei: 244-243 kwartfinale: V van Finland: 252-236 halve finale: V van Verenigde Staten: 251-247 bronzen finale: W van Australië: 248-244 |
|                                                     |                 |           | |
| Giovanna Aldegani                                   | individueel (v) | 28e       | plaatsingsronde: 14de met 650 punten 1ste ronde: W van INA Dahliana: 157-153 2de ronde: V van TPE Lin: 149-155                                                                                            |
| Giuseppina Di Blasi                                 | individueel (v) | 60e       | plaatsingsronde: 36ste met 634 punten 1ste ronde: V van MEX Breton: 139-142 |
| Paola Fantato                                       | individueel (v) | 54e       | plaatsingsronde: 33ste met 635 punten 1ste ronde: V van CHN Wang: 143-152 |
| Giovanna Aldegani Giuseppina Di Blasi Paola Fantato | team (m)        | Brons     | plaatsingsronde: 6de met 1919 punten '1ste ronde: V van Duitsland: 236-245 |

### Gewichtheffen
| Olympiër            | Discipline | Resultaat | Prestatie                                                     |
| ------------------- | ---------- | --------- | ------------------------------------------------------------- |
| Giovanni Scarantino | -54kg (m)  | 15e       | trekken: 9de met 110kg stoten: 15de met 130kg totaal: 240kg   |
| Raffaele Mancino    | -91kg (m)  | 21e       | trekken: 18de met 160kg stoten: 21ste met 180kg totaal: 340kg |

### Gymnastiek
| Olympiër                                                                                           | Discipline               | Resultaat | Prestatie                                                                  |
| Ritmisch                                                                                           | Ritmisch                 | Ritmisch  | Ritmisch                                                                   |
| -------------------------------------------------------------------------------------------------- | ------------------------ | --------- | -------------------------------------------------------------------------- |
| Irene Germini                                                                                      | individueel (v)          | 12e       | kwalificatie: 17de met 37,548 punten halve finale: 13de met 37,516 punten  |
| Katia Pietrosanti                                                                                  | individueel (v)          | 14e       | kwalificatie: 20ste met 37,099 punten halve finale: 14de met 37,315 punten |
| Manuela Bocchini Valentina Marino Sara Papi Sara Pinciroli Valentina Rovetta Nicoletta Tinti       | team (v)                 | 7e        | kwalificatie: 7de met 38,016 punten                                        |
| Turnen                                                                                             | team (v)                 |           |                                                                            |
| Jury Chechi                                                                                        | ringen (m)               | Goud      | kwalificatie: 1ste met 19,512 punten finale: 1ste met 9,887 puntnen        |
| Marcello Barbieri                                                                                  | individuele meerkamp (m) | 97e       | kwalificatie: 97ste met 82,787 punten                                      |
| Paolo Bucci                                                                                        | individuele meerkamp (m) | 77e       | kwalificatie: 77ste met 96,398 punten                                      |
| Jury Chechi                                                                                        | individuele meerkamp (m) | 17e       | kwalificatie: 35ste met 112,186 punten finale: 17de met 57,124 punten      |
| Francesco Colombo                                                                                  | individuele meerkamp (m) | 14e       | kwalificatie: 107de met 56,287 punten                                      |
| Roberto Galli                                                                                      | individuele meerkamp (m) | 28e       | kwalificatie: 34ste met 112,336 punten finale: 28ste met 56,449 punten     |
| Sergio Luini                                                                                       | individuele meerkamp (m) | 81e       | kwalificatie: 81ste met 93,537 punten                                      |
| Boris Preti                                                                                        | individuele meerkamp (m) | 27e       | kwalificatie: 30ste met 112,761 punten finale: 27ste met 56,661 punten     |
| Marcello Barbieri Jury Chechi Francesco Colombo Paolo Bucci Roberto Galli Sergio Luini Boris Preti | meerkamp team (m)        | 12e       | kwalificatie: 12de met 564,142 punten                                      |
| |                          |           |                                                                            |
| Francesca Morotti                                                                                  | individuele meerkamp (v) | 49e       | kwalificatie: 49ste met 74,035 punten                                      |
| Giordana Rocchi                                                                                    | individuele meerkamp (v) | 33e       | kwalificatie: 46ste met 74,373 punten finale: 33ste met 36,817 punten      |

### Honkbal
| Olympiër | Discipline | Resultaat | Prestatie |
| --- | ---------- | --------- | --- |
| Enrico Vecchi Marco Ubani Davide Rigoli Paolo Passerini Massimiliano Masin Claudio Liverziani Pierpaolo Illuminati Massimo Fochi Andrea Evangelisti Roberto De Franceschi Alberto D'Auria Rolando Cretis Paolo Ceccaroli Francesco Casolari Luigi Carrozza Dante Carbini Roberto Cabalisti Fabio Betto Marco Barboni Ruggero Bagialemani | mannen     | 6e        | groepsfase: 6de W van Australië: 12-8 V van Japan: 1-12 V van Nederland: 7-8 W van Zuid-Korea: 2-11 V van Cuba: 6-20 V van Verenigde Staten: 3-15 W van Nicaragua: 2-7 |

| Groep B |                  |             |             |             |
| #       | Land             | Wedstrijden | Wedstrijden | Wedstrijden |
| #       | Land             | G           | W           | V           |
| 1       | Cuba             | 7           | 7           | 0           |
| 2       | Verenigde Staten | 7           | 6           | 1           |
| 3       | Japan            | 7           | 4           | 3           |
| 4       | Nicaragua        | 7           | 4           | 3           |
| 5       | Nederland        | 7           | 2           | 5           |
| 6       | Italië           | 7           | 2           | 5           |
| 5       | Australië        | 7           | 2           | 5           |
| 6       | Zuid-Korea       | 7           | 1           | 6           |

| Ronde      | Datum   | Plaats | Land | Score            | Land |
| ---------- | ------- | ------ | ---- | ---------------- | ---- |
| Groepsfase |         |        |      |                  |      |
| 21 juli    | Atlanta | Italië | 2-1  | Zuid-Korea       |      |
| 22 juli    | Atlanta | Italië | 2-7  | Nicaragua        |      |
| 24 juli    | Atlanta | Italië | 3-15 | Verenigde Staten |      |
| 25 juli    | Atlanta | Italië | 12-8 | Australië        |      |
| 27 juli    | Atlanta | Italië | 6-20 | Cuba             |      |
| 29 juli    | Atlanta | Italië | 7-8  | Nederland        |      |
| 30 juli    | Atlanta | Italië | 1-12 | Japan            |      |

### Judo
| Olympiër             | Discipline | Resultaat | Prestatie |
| -------------------- | ---------- | --------- | --- |
| Girolamo Giovinazzo  | -60kg (m)  | Zilver    | 1ste ronde: vrij 2de ronde: W van GEO Vazagashvili 3de ronde: W van FRA Chambilly kwartfinale: W van MEX Acuña halve finale: W van GER Trautmann finale: V van JPN Nomura       |
| Francesco Giorgi     | -65kg (m)  | 21e       | 1ste ronde: vrij 2de ronde: V van POR Almeida |
| Diego Brambilla      | -71kg (m)  | 21e       | 1ste ronde: vrij 2de ronde: V van HUN Hajtos |
| Luigi Guido          | -95kg (m)  | 13e       | 1ste ronde: vrij 2de ronde: W van TJK Nazriev 3de ronde: V van POL Nastula |
|                      |            |           | |
| Giovanna Tortora     | -48kg (v)  | 9e        | 1ste ronde: W van BRA Berti 2de ronde: W van TKM Atayeva kwartfinale: V van JPN Tamura herkansingen: V van BLR Moskvina                                                         |
| Alessandra Giungi    | -52kg (v)  | 9e        | 1ste ronde: V van KOR Hyun herkansingen: W van TPE Tseng herkansingen 2: V van ARG Mariani                                                                                      |
| Emanuela Pierantozzi | -66kg (v)  | 18e       | 1ste ronde: V van GER Von Rekowski |
| Ylenia Scapin        | -72kg (v)  | Brons     | 1ste ronde: vrij 2de ronde: W van CHN Leng kwartfinale: V van UKR Beliaieva herkansingen: W van ROU Richter herkansingen 2: W van RUS Galanta bronzen finale: W van FRA Essombe |
| Donata Burgatta      | +72kg (v)  | 14e       | 1ste ronde: vrij 2de ronde: V van GER Hagn |

### Kanovaren
| Olympiër                                               | Discipline    | Resultaat | Prestatie                                                                           |
| Slalom                                                 | Slalom        | Slalom    | Slalom                                                                              |
| ------------------------------------------------------ | ------------- | --------- | ----------------------------------------------------------------------------------- |
| Renato De Monti                                        | C-1 (m)       | 13e       | 165,03                                                                              |
| Francesco Stefani                                      | C-1 (m)       | 26e       | 189,60                                                                              |
| Pierpaolo Ferrazzi                                     | K-1 (m)       | 17e       | 150,67                                                                              |
|                                                        |               |           |                                                                                     |
| Maria Cristina Giai Pron                               | K-1 (v)       | 4e        | 171,84                                                                              |
| Barbara Nadalin                                        | K-1 (v)       | 15e       | 181,14                                                                              |
| Vlakwater                                              |               |           |                                                                                     |
| Domenico Cannone Antonio Marmorino                     | C-2 500m (m)  | 17e       | serie 3: 3de in 3.46,996 halve finale 1: 9de in 1.47,557                            |
| Antonio Rossi                                          | K-1 500m (m)  | Goud      | serie 3: 1ste in 1.40,411 halve finale 1: 1ste in 1.39,185 finale: 1ste in 1.37,423 |
| Beniamino Bonomi                                       | K-1 1000m (m) | Zilver    | serie 3: 1ste in 3.43,520 halve finale 1: 1ste in 3.40,631 finale: 2de in 3.27,073  |
| Beniamino Bonomi Daniele Scarpa                        | K-2 500m (m)  | Zilver    | serie 1: 1ste in 1.31,491 halve finale 1: 1ste in 1.29,661 finale: 2de in 1.28,729  |
| Antonio Rossi Daniele Scarpa                           | K-2 1000m (m) | Goud      | serie 1: 1ste in 3.33,786 halve finale 1: 1ste in 3.16,848 finale: 1ste in 3.09,190 |
| Andrea Covi Enrico Lupetti Ivano Lussignoli Luca Negri | K-4 1000m (m) | 10e       | serie 1: 6de in 3.17,144 halve finale 2: 3de in 3.03,218                            |
|                                                        |               |           |                                                                                     |
| Josefa Idem-Guerrini                                   | K-1 500m (b)  | Brons     | serie 1: 1ste in 1.50,303 halve finale 2: 1ste in 1.49,079 finale: 3de in 1.48,731  |

### Moderne vijfkamp
| Olympiër            | Discipline | Resultaat | Prestatie   |
| ------------------- | ---------- | --------- | ----------- |
| Alessandro Conforto | mannen     | 25e       | 5128 punten |
| Fabio Nebuloni      | mannen     | 17e       | 5285 punten |
| Cesare Toraldo      | mannen     | 8e        | 5402 punten |

### Paardensport
| Olympiër                                                              | Discipline  | Resultaat | Prestatie                                                                    |
| Dressuur                                                              | Dressuur    | Dressuur  | Dressuur                                                                     |
| --------------------------------------------------------------------- | ----------- | --------- | ---------------------------------------------------------------------------- |
| Daria Fantoni                                                         | individueel | 43e       | Grand Prix Test: 43ste met 59,84%                                            |
| Pia Laus                                                              | individueel | 35e       | Grand Prix Test: 34ste met 64%                                               |
| Paolo Giani Margi                                                     | individueel | 35e       | Grand Prix Test: 35ste met 63,8%                                             |
| Fausto Puccini                                                        | individueel | 47e       | Grand Prix Test: 47ste met 57,62%                                            |
| Daria Fantoni Pia Laus Paolo Giani Margi Fausto Puccini               | team        | 9e        | 4691 punten                                                                  |
| Eventing                                                              |             |           |                                                                              |
| Marco Cappai                                                          | individueel | 14e       | 138 strafpunten                                                              |
| Roberta Gentini                                                       | individueel | 15e       | 146,75 strafpunten                                                           |
| Ranieri Campello Giacomo Della Chiesa Nicola Delli Santi Lara Villata | team        | 9e        | 166,40 strafpunten                                                           |
| Springconcours                                                        |             |           |                                                                              |
| Arnaldo Bologni                                                       | individueel | 56e       | kwalificatie: 56ste met 44 strafpunten                                       |
| Natale Chiaudani                                                      | individueel | 36e       | kwalificatie: 36ste met 20 strafpunten                                       |
| Jerry Smit                                                            | individueel | 12e       | kwalificatie: 27ste met 16,25 strafpunten finale: 19de met 12,25 strafpunten |
| Valerio Sozzi                                                         | individueel | 27e       | kwalificatie: 11de met 12 strafpunten                                        |
| Arnaldo Bologni Natale Chiaudani Jerry Smit Valerio Sozzi             | team        | 9e        | 36,00 strafpunten                                                            |

### Roeien
| Olympiër | Discipline             | Resultaat | Prestatie |
| --- | ---------------------- | --------- | --- |
| Giovanni Calabrese | skiff (m)              | 17e       | serie 1: 4de in 7.39,90 herkansingen: 3de in 7.39,90 halve finale C/D: 1ste in 7.23,59 finale C: 5de in 7.48,63 |
| Marco Audisio Michelangelo Crispi                                                                                                 | lichte dubbel-twee (m) | 8e        | serie 2: 2de in 6.47,26 herkansingen: 1ste in 6.19,95 halve finale 2: 4de in 6.30,46 finale B: 2de in 6.25,04   |
| Agostino Abbagnale Davide Tizzano                                                                                                 | dubbel-twee (m)        | Goud      | serie 3: 1ste in 6.48,22 halve finale 1: 1ste in 6.37,39 finale: 1ste in 6.16,68                                |
| Walter Bottega Marco Penna | twee-zonder (m)        | 4e        | serie 1: 2de in 6.39,34 herkansingen: 1ste in 7.10,25 halve finale 2: 3de in 6.52,32 finale: 4de in 6.28,61     |
| Alessandro Corona Rossano Galtarossa Massimo Paradiso Alessio Sartori                                                             | dubbel-vier (m)        | 4e        | serie 2: 1ste in 6.05,75 halve finale 1: 1ste in 5.57,10 finale: 4de in 6.02,12                                 |
| Carlo Gaddi Leonardo Pettinari Andrea Re Ivano Zasio                                                                              | lichte vier-zonder (m) | 8e        | serie 1: 4de in 6.26,80 herkansingen: 2de in 5.59,67 halve finale 1: 5de in 6.17,84 finale B: 2de in 6.03,25    |
| Riccardo Dei Rossi Raffaello Leonardo Valter Molea Carlo Mornati                                                                  | vier-zonder (m)        | 6e        | serie 1: 1ste in 6.14,25 halve finale 1: 2de in 6.09,62 finale: 6de in 6.10,60                                  |
| Carmine Abbagnale Roberto Blanda Lorenzo Carboncini Patrick Casanova Roby La Mura Francesco Mattei Mattia Trombetta Franco Zucchi | acht (m)               | 9e        | serie 2: 5de in 5.54;59 herkansingen: 4de in 5.34,40 finale B: 3de in 5.41,95                                   |
| |                        |           | |
| Lisa Bertini Martina Orzan | lichte dubbel-twee (v) | 4e        | serie 1: 2de in 7.31,58 herkansingen: 1ste in 6.59,06 halve finale 1: 3de in 7.15,29 finale: 4de in 7.26,83     |
| Marianna Barelli Erika Bello | dubbel-twee (v)        | 12e       | serie 1: 5de in 7.47,07 herkansingen: 3de in 7.52,07 halve finale 1: 6de in 7.38,85 finale B: 6de in 7.16,54    |

### Schermen
| Olympiër                                                         | Discipline      | Resultaat | Prestatie |
| ---------------------------------------------------------------- | --------------- | --------- | --- |
| Sandro Cuomo                                                     | degen (m)       | 5e        | 1ste ronde: vrij 2de ronde: W van RUS Zakharevich: 15-14 3de ronde: W van EST Kajak: 15-14 kwartfinale: V van HUN Imre: 14-15                                                                                            |
| Angelo Mazzoni                                                   | degen (m)       | 11e       | 1ste ronde: vrij 2de ronde: W van BLR Zakharov: 15-11 3de ronde: V van GER Strzalka: 13-15 |
| Maurizio Randazzo                                                | degen (m)       | 18e       | 1ste ronde: vrij 2de ronde: V van GER Borrmann: 14-15 |
| Sandro Cuomo Angelo Mazzoni Maurizio Randazzo                    | degen team (m)  | Goud      | 1ste ronde: vrij kwartfinale: W van Verenigde Staten: 45-44 'halve finale: W van Duitsland: 45-44 finale: W van Rusland: 45-43                                                                                           |
| Marco Arpino                                                     | floret (m)      | 19e       | 1ste ronde: vrij 2de ronde: V van POL Sobczak: 14-15 |
| Stefano Cerioni                                                  | floret (m)      | 18e       | 1ste ronde: vrij 2de ronde: V van POL Kiełpikowski: 7-15 |
| Alessandro Puccini                                               | floret (m)      | Goud      | 1ste ronde: vrij 2de ronde: W van UKR Bryzahlov: 15-12 3de ronde: W van POL Sobczak: 15-4 kwartfinale: W van KOR Kim: 15-14 halve finale: W van FRA Boidin: 15-13 finale: W van FRA Plumenail: 15-12                     |
| Marco Arpino Stefano Cerioni Alessandro Puccini                  | floret team (m) | 8e        | 1ste ronde: vrij kwartfinale: V van Oostenrijk: 36-45 |
| Raffaello Caserta                                                | sabel (m)       | 19e       | 1ste ronde: vrij 2de ronde: V van ESP Medina: 9-15 |
| Luigi Tarantino                                                  | sabel (m)       | 11e       | 1ste ronde: vrij 2de ronde: W van ROU Covaliu: walk-over 3de ronde: V van UKR Huttsait: 9-15 |
| Tonhi Terenzi                                                    | sabel (m)       | 10e       | 1ste ronde: vrij 2de ronde: W van CAN Banos: 15-7 3de ronde: V van GER Wiesinger: 8-15 |
| Raffaello Caserta Luigi Tarantino Tonhi Terenzi                  | sabel team (m)  | Brons     | 1ste ronde: vrij kwartfinale: W van Duitsland: 45-42 halve finale: V van Rusland: 28-45 bronzen finale: W van Polen: 45-37                                                                                               |
|                                                                  |                 |           | |
| Laura Chiesa                                                     | degen (m)       | 26e       | 1ste ronde: W van USA Cheris: 15-13 2de ronde: V van FRA Flessel-Colovic: 10-15 |
| Elisa Uga                                                        | degen (m)       | 14e       | 1ste ronde: vrij 2de ronde: W van RUS Mazina: 15-9 3de ronde: V van HUN Nagy: 9-15 |
| Margherita Zalaffi                                               | degen (m)       | 4e        | 1ste ronde: vrij 2de ronde: W van RUS Aznavuryan: 15-12 3de ronde: W van GER Bokel: 15-8 kwartfinale: W van GER Ittner: 15-10 halve finale: V van FRA Leroux: 6-15 bronzen finale: V van HUN Szalay-Horváth: 6-15        |
| Margherita Zalaffi Laura Chiesa Elisa Uga                        | degen team (v)  | Zilver    | 1ste ronde: vrij kwartfinale: W van Estland: 45-38 'halve finale: W van Hongarije: 45-32 finale: V van Frankrijk: 33-45                                                                                                  |
| Diana Bianchedi                                                  | floret (m)      | 9e        | 1ste ronde: vrij 2de ronde: W van CHN Wang: 15-10 3de ronde: V van FRA Modaine-Cessac: 0-15 |
| Giovanna Trillini                                                | floret (m)      | 14e       | 1ste ronde: vrij 2de ronde: W van BUL Georgieva: 15-8 3de ronde: W van ROU Scarlat: 15-11 kwartfinale: W van CHN Xiao: 15-7 halve finale: V van ROU Cârlescu-Badea: 14-15 bronzen finale: W van FRA Modaine-Cessac: 15-9 |
| Valentina Vezzali                                                | floret (m)      | Brons     | 1ste ronde: vrij 2de ronde: W van KOR Jeon: 15-12 3de ronde: W van RUS Velichko: 15-13 kwartfinale: W van USA Marsh: 15-10 halve finale: W van FRA Modaine-Cessac: 15-7 finale: V van ROU Cârlescu-Badea: 10-15          |
| Giovanna Trillini Francesca Bortolozzi-Borella Valentina Vezzali | floret team (v) | Goud      | 1ste ronde: vrij kwartfinale: W van China: 45-26 'halve finale: W van Hongarije: 45-42 finale: W van Roemenië: 45-33 |

### Schietsport
| Olympiër            | Discipline            | Resultaat | Prestatie                                                                       |
| ------------------- | --------------------- | --------- | ------------------------------------------------------------------------------- |
| Roberto Di Donna    | 50m pistool (m)       | Brons     | kwalificatie: 2de met 569 punten finale: 3de met 661,8 punten                   |
| Vigilio Fait        | 50m pistool (m)       | 5e        | kwalificatie: 3de met 569 punten finale: 5de met 659,8 punten                   |
| Roberto Di Donna    | 10m luchtpistool (m)  | Goud      | kwalificatie: 3de met 585 punten finale: 1ste met 684,2 punten                  |
| Vigilio Fait        | 10m luchtpistool (m)  | 17e       | kwalificatie: 17de met 578 punten                                               |
| Andrea Benelli      | skeet (m)             | Brons     | kwalificatie: 2de met 123 punten (74-49) finale: 3de met 147 punten             |
| Ennio Falco         | skeet (m)             | Goud      | kwalificatie: 1ste met 125 punten (75-50) (OR) finale: 1ste met 149 punten (OR) |
| Giovanni Pellielo   | trap (m)              | 13e       | kwalificatie: 13de met 120 punten (72-48)                                       |
| Marcello Tittarelli | trap (m)              | 20e       | kwalificatie: 20ste met 119 punten (71-48)                                      |
| Marco Venturini     | trap (m)              | 20e       | kwalificatie: 20ste met 119 punten (70-49)                                      |
| Mirco Cenci         | dubbeltrap (m)        | 9e        | kwalificatie: 9de met 137 punten (46-47-44)                                     |
| Albano Pera         | dubbeltrap (m)        | Zilver    | kwalificatie: 5de met 139 punten (45-50-44) finale: 2de met 183 punten          |
| Carlo Colombo       | 10m bewegend doel (m) | 9e        | kwalificatie: 17de met 562 punten (288-274)                                     |
|                     |                       |           |                                                                                 |
| Barbara Stizzoli    | 25m pistool (v)       | 23e       | kwalificatie: 23ste met 573 punten (284-289)                                    |
| Michela Suppo       | 25m pistool (v)       | 30e       | kwalificatie: 30ste met 576 punten (286-281)                                    |
| Barbara Stizzoli    | 10m luchtpistool (v)  | 23e       | kwalificatie: 23ste met 376 punten                                              |
| Michela Suppo       | 10m luchtpistool (v)  | 19e       | kwalificatie: 19de met 378 punten                                               |
| Deborah Gelisio     | dubbeltrap (v)        | 23e       | kwalificatie: 15de met 97 punten (37-34-26)                                     |
| Giovanna Pasello    | dubbeltrap (v)        | 9e        | kwalificatie: 9de met 103 punten (36-33-34)                                     |

### Schoonspringen
| Olympiër           | Discipline    | Resultaat | Prestatie                                                              |
| ------------------ | ------------- | --------- | ---------------------------------------------------------------------- |
| Davide Lorenzini   | 3m plank (m)  | 15e       | voorronde: 16de met 356,55 punten halve finale: 15de met 559,35 punten |
|                    |               |           |                                                                        |
| Francesca d'Oriano | 3m plank (v)  | 24e       | voorronde: 24ste met 208,77 punten                                     |
| Francesca d'Oriano | 10m toren (v) | 28e       | voorronde: 28ste met 202,86 punten                                     |

### Synchroonzwemmen
| Olympiër | Discipline | Resultaat | Prestatie |
| --- | ---------- | --------- | --------- |
| Letizia Nuzzo Roberta Farinelli Paola Celli Maurizia Cecconi Brunella Carrafelli Manuela Carnini Giovanna Burlando Mara Brunetti Serena Bianchi Giada Ballan | team       | 6e        | 94,253    |

### Tafeltennis
| Olympiër                      | Discipline     | Resultaat | Prestatie |
| ----------------------------- | -------------- | --------- | --- |
| Alessia Arisi                 | enkelspel (v)  | 33e       | groep C: 3de V van TPE Chen: 1-2 V van NZL Li: 0-2 W van LIB Chouaib: 2-0                                       |
| Flyura Bulatova-Abbate        | enkelspel (v)  | 17e       | groep M: 2de W van AUS Zhou: 2-0 V van HUN Bátorfi: 0-2 W van INA Pratiwi Dipoyaniti: 2-0                       |
| Alessia Arisi Laura Negrisoli | dubbelspel (v) | 33e       | groep G: 4de V van JPN Koyama / Todo: 1-2 V van NED Keen / Hooman-Kloppenburg: 1-2 V van GER Schall/Struse: 0-2 |

### Tennis
| Olympiër            | Discipline    | Resultaat | Prestatie |
| ------------------- | ------------- | --------- | --- |
| Renzo Furlan        | enkelspel (m) | 5e        | 1ste ronde: W van CZE Novák: 4-6, 6-4, 6-3 2de ronde: W van URU Filippini: 7-5, 6-2 3de ronde: W van SUI Rosset: 6-0, 4-2, opgave kwartfinale: V van IND Paes: 1-6, 5-7 |
| Andrea Gaudenzi     | enkelspel (m) | 17e       | 1ste ronde: W van ESP Costa: 6-3, 6-2 2de ronde: V van MEX Ortiz: 1-6, 6-7 (5)                                                                                          |
| Stefano Pescosolido | enkelspel (m) | 33e       | 1ste ronde: V van BRA Meligeni: 4-6, 2-6 |

- Adriana Serra-Zanetti
- Diego Nargiso
- Rita Grande
- Laura Golarsa
- Silvia Farina-Elia

### Voetbal
| Olympiër | Discipline | Resultaat | Prestatie                                                             |
| --- | ---------- | --------- | --------------------------------------------------------------------- |
| Gianluca Pagliuca Alessandro Nesta Fabio Cannavaro Fabio Galante Salvatore Fresi Raffaele Ametrano Massimo Crippa Marco Branca Massimo Brambilla Marco Delvecchio Gianluigi Buffon Alessandro Pistone Damiano Tommasi Fabio Pecchia Domenico Morfeo Cristiano Lucarelli Antonino Bernardini | mannen     | 12e       | groep C: 4de V van Mexico: 0-1 V van Ghana: 2-3 W van Zuid-Korea: 2-1 |

| Groep C |            |             |             |             |             |            |            |            |        |
| #       | Land       | Wedstrijden | Wedstrijden | Wedstrijden | Wedstrijden | Doelpunten | Doelpunten | Doelpunten | Punten |
| #       | Land       | G           | W           | G           | V           | V          | T          | Saldo      | Punten |
| 1       | Mexico     | 3           | 1           | 2           | 0           | 2          | 1          | +1         | 5      |
| 2       | Ghana      | 3           | 1           | 1           | 1           | 4          | 4          | 0          | 4      |
| 3       | Zuid-Korea | 3           | 1           | 1           | 1           | 2          | 2          | 0          | 4      |
| 4       | Italië     | 3           | 1           | 0           | 2           | 4          | 5          | -1         | 3      |

| Ronde      | Datum      | Plaats | Land | Score      | Land |
| ---------- | ---------- | ------ | ---- | ---------- | ---- |
| Groepsfase |            |        |      |            |      |
| 21 juli    | Birmingham | Mexico | 1-0  | Italië     |      |
| 23 juli    | Washington | Ghana  | 3-2  | Italië     |      |
| 25 juli    | Birmingham | Italië | 2-1  | Zuid-Korea |      |

### Volleybal

#### Beach
| Olympiër                           | Discipline | Resultaat | Prestatie |
| ---------------------------------- | ---------- | --------- | --- |
| Andrea Ghiurghi Nicola Grigolo     | mannen     | 13e       | 1ste ronde: W van NZL Hamilton/Hamilton: 15-8 2de ronde: V van USA Kiraly/Steffes: 7-15 herkansingen: W van CAN Drakich/Dunn: 15-8 herkansingen 2: V van NOR Kvalheim/Maaseide: 11-15 |
|                                    |            |           | |
| Annamaria Solazzi Consuelo Turetta | vrouwen    | 13e       | 1ste ronde: vrij 2de ronde: V van BRA Rodrigues/Samuel: 15-17 herkansingen: V van NOR Berntsen/Hestad: 11-15                                                                          |

#### Indoor
| Olympiër | Discipline | Resultaat | Prestatie |
| --- | ---------- | --------- | --- |
| Andrea Sartoretti Paolo Tofoli Andrea Zorzi Pasquale Gravina Marco Meoni Samuele Papi Luca Cantagalli Andrea Gardini Andrea Giani Lorenzo Bernardi Vigor Bovolenta Marco Bracci | zaal (m)   | Zilver    | groep B: 1ste W van Zuid-Korea: 3-0 (15-13, 15-12, 15-8) W van Tunesië: 3-0 (15-9, 15-5, 15-1) W van Nederland: 3-0 (15-8, 15-8, 15-13) W van Rusland: 3-0 (15-11, 15-6, 15-12) W van Joegoslavië: 3-0 (15-12, 15-8, 15-12) kwartfinale: W van Argentinië: 3-1 (12-15, 15-9, 15-7, 15-4) halve finale: W van Joegoslavië: 3-1 (15-12, 8-15, 15-6, 15-7) finale: V van Nederland: 2-3 (12-15, 15-9, 14-16, 15-9, 15-17) |

| Groep B |             |             |             |             |             |             |             |        |        |        |        |
| #       | Land        | Wedstrijden | Wedstrijden | Wedstrijden | Wedstrijden | Wedstrijden | Wedstrijden | Punten | Punten | Punten | Punten |
| #       | Land        | G           | W           | V           | SW          | SV          | SR          | SPW    | SPL    | Saldo  | Punten |
| 1       | Italië      | 5           | 5           | 0           | 15          | 0           | +15         | 225    | 138    | +93    | 10     |
| 2       | Nederland   | 5           | 4           | 1           | 12          | 3           | +9          | 209    | 131    | +70    | 9      |
| 3       | Joegoslavië | 5           | 3           | 2           | 9           | 8           | +1          | 215    | 191    | +24    | 8      |
| 4       | Rusland     | 5           | 2           | 3           | 7           | 9           | -2          | 196    | 201    | -5     | 7      |
| 5       | Zuid-Korea  | 5           | 1           | 4           | 3           | 12          | -9          | 156    | 198    | -42    | 6      |
| 6       | Tunesië     | 5           | 0           | 5           | 1           | 15          | -14         | 98     | 240    | -142   | 5      |

| Ronde        | Datum   | Plaats      | Land | Score       | Land |
| ------------ | ------- | ----------- | ---- | ----------- | ---- |
| Groepsfase   |         |             |      |             |      |
| 21 juli      | Atlanta | Italië      | 3-0  | Zuid-Korea  |      |
| 23 juli      | Atlanta | Italië      | 3-0  | Tunesië     |      |
| 25 juli      | Atlanta | Italië      | 3-0  | Nederland   |      |
| 27 juli      | Atlanta | Italië      | 3-0  | Rusland     |      |
| 29 juli      | Atlanta | Italië      | 3-0  | Joegoslavië |      |
| Kwartfinale  |         |             |      |             |      |
| 31 juli      | Atlanta | Argentinië  | 1-3  | Italië      |      |
| Halve finale |         |             |      |             |      |
| 2 augustus   | Atlanta | Joegoslavië | 1-3  | Italië      |      |
| Finale       |         |             |      |             |      |
| 4 augustus   | Atlanta | Nederland   | 3-2  | Italië      |      |

### Waterpolo
| Olympiër | Discipline | Resultaat | Prestatie |
| --- | ---------- | --------- | --- |
| Leonardo Sottani Carlo Silipo Luca Giustolisi Amedeo Pomilio Francesco Postiglione Roberto Calcaterra Marco Gerini Alberto Ghibellini Alessandro Bovo Alessandro Calcaterra Alberto Angelini Francesco Attolico Fabio Bencivenga | mannen     | Brons     | groep B: 1ste W van Verenigde Staten: 10-7 W van Oekraïne: 8-6 W van Kroatië: 10-8 W van Griekenland: 10-8 W van Roemenië: 10-9 kwartfinale: W van Rusland: 11-9 halve finale: V van Kroatië: 6-7 bronzen finale: W van Hongarije: 20-18 |

| Groep B |                  |             |             |             |             |        |        |        |        |
| #       | Land             | Wedstrijden | Wedstrijden | Wedstrijden | Wedstrijden | Punten | Punten | Punten | Punten |
| #       | Land             | G           | W           | G           | V           | V      | T      | Saldo  | Punten |
| 1       | Italië           | 5           | 5           | 0           | 0           | 48     | 38     | +10    | 10     |
| 2       | Verenigde Staten | 5           | 4           | 0           | 1           | 45     | 37     | +8     | 8      |
| 3       | Kroatië          | 5           | 3           | 0           | 2           | 51     | 39     | +12    | 6      |
| 4       | Griekenland      | 5           | 2           | 0           | 3           | 37     | 38     | -1     | 4      |
| 5       | Roemenië         | 5           | 1           | 0           | 4           | 31     | 45     | -14    | 1      |
| 6       | Oekraïne         | 5           | 1           | 0           | 4           | 32     | 48     | -15    | 1      |

| Ronde          | Datum   | Plaats    | Land  | Score            | Land |
| -------------- | ------- | --------- | ----- | ---------------- | ---- |
| Groepsfase     |         |           |       |                  |      |
| 20 juli        | Atlanta | Italië    | 10-7  | Verenigde Staten |      |
| 21 juli        | Atlanta | Italië    | 8-6   | Oekraïne         |      |
| 22 juli        | Atlanta | Italië    | 10-8  | Kroatië          |      |
| 23 juli        | Atlanta | Italië    | 10-8  | Griekenland      |      |
| 24 juli        | Atlanta | Italië    | 10-9  | Roemenië         |      |
| Kwartfinale    |         |           |       |                  |      |
| 26 juli        | Atlanta | Rusland   | 9-11  | Italië           |      |
| Halve finale   |         |           |       |                  |      |
| 27 juli        | Atlanta | Kroatië   | 7-6   | Italië           |      |
| Bronzen finale |         |           |       |                  |      |
| 28 juli        | Atlanta | Hongarije | 18-20 | Italië           |      |

### Wielersport
| Olympiër                                                        | Discipline                    | Resultaat | Prestatie |
| Baan                                                            | Baan                          | Baan      | Baan |
| --------------------------------------------------------------- | ----------------------------- | --------- | --- |
| Gianluca Capitano                                               | sprint (m)                    | 19e       | kwalificatie: 21ste in 10,895 1ste ronde serie 4: V van GER Fiedler herkansingen: V van SVK Hrbacek |
| Roberto Chiappa                                                 | sprint (m)                    | 9e        | kwalificatie: 10de in 10,473 1ste ronde serie 10: W van ESP Escuredo: 10,896 2de ronde serie 9: V van LAT Berzins herkansingen: 1ste in 11,378 3de ronde serie 3: V van USA Nothstein herkansingen: 2de |
| Gianluca Capitano                                               | tijdrit (m)                   | 15e       | 1.06,408 |
| Silvio Martinello                                               | puntenkoers (m)               | Goud      | 37 punten |
| Andrea Collinelli                                               | individuele achtervolging (m) | Goud      | kwalificatie: 1ste in 4.19,699 (WR) kwartfinale 4: W van UKR Yatshenko: 4.19,153 halve finale 1: W van AUS McGee: 4.22,775 finale: W van FRA Ermenault: 4.20,893                                        |
| Adler Capelli Cristiano Citton Andrea Collinelli Mauro Trentini | ploegenachtervolging (m)      | 4e        | kwalificatie: 2de in 4.09,695 kwartfinale 3: W van Spanje: 4.09,215 halve finale 1: V van Frankrijk: 4.08,460                                                                                           |
|                                                                 |                               |           | |
| Nada Cristofoli                                                 | puntenkoers (v)               | 10e       | 6 punten |
| Antonella Bellutti                                              | individuele achtervolging (v) | Goud      | kwalificatie: 1ste in 3.34,130 (OR) kwartfinale 4: W van AUS Watt: 3.32,371 (OR) halve finale 2: W van GBR McGregor: 3.34,404 finale: W van FRA Clignet: 3.33,595                                       |
| Mountainbike                                                    |                               |           | |
| Luca Bramati                                                    | mannen                        | 8e        | 2:26.05 |
| Daniele Pontoni                                                 | mannen                        | 5e        | 2:25.08 |
|                                                                 |                               |           | |
| Paola Pezzo                                                     | vrouwen                       | Goud      | 1:50.51 |
| Annabella Stropparo                                             | vrouwen                       | 6e        | 1:55.56 |
| Weg                                                             |                               |           | |
| Francesco Casagrande                                            | tijdrit (m)                   | 19e       | 1:09.18 |
| Maurizio Fondriest                                              | tijdrit (m)                   | 4e        | 1:05.01 |
| Fabio Baldato                                                   | wegwedstrijd (m)              | 7e        | 4:55.24 |
| Michele Bartoli                                                 | wegwedstrijd (m)              | 8e        | 4:55.24 |
| Francesco Casagrande                                            | wegwedstrijd (m)              | 4e        | 4:56.44 |
| Mario Cipollini                                                 | wegwedstrijd (m)              | 82e       | 4:56.50 |
| Maurizio Fondriest                                              | wegwedstrijd (m)              | 4e        | 4:56.45 |
|                                                                 |                               |           | |
| Imelda Chiappa                                                  | tijdrit (v)                   | 8e        | 38.47 |
| Roberta Bonanomi                                                | wegwedstrijd (v)              | 32e       | 2:37.06 |
| Alessandra Cappellotto                                          | wegwedstrijd (v)              | 7e        | 2:37.06 |
| Imelda Chiappa                                                  | wegwedstrijd (v)              | Zilver    | 2:36.38 |

### Worstelen
| Olympiër             | Discipline  | Resultaat   | Prestatie |
| Vrije stijl          | Vrije stijl | Vrije stijl | Vrije stijl |
| -------------------- | ----------- | ----------- | --- |
| Michele Liuzzi       | -57kg (m)   | 16e         | 1ste ronde: V van RUS Umakhanov: 0-4 herkansingen: W van ROU Ciufulescu: 5-1 herkansingen 2: V van TUR Doğan: 0-4                                                                                      |
| Giovanni Schillaci   | -62kg (m)   | 6e          | 1ste ronde: W van AUS Zaslavsky: 10-0 2de ronde: vrij kwartfinale: W van JPN Wada: 4-3 halve finale: V van KOR Jang: 1-1 herkansingen: V van UKR Tedeyev: 3-10 5-6de plek: V van RUS Azizov: walk-over |
| Grieks-Romeins       |             |             | |
| Francesco Costantino | -48kg (m)   | 9e          | 1ste ronde: V van GEO Papashvili: 6-8 herkansingen: W van PER Yllescas: 10-0 herkansingen 2: W van AZE Zahidov: 5-0 herkansingen 3: V van JPN Kado: 0-4                                                |
| Giuseppe Giunta      | -100kg (m)  | 16e         | 1ste ronde: W van GEO Gogitidze: 1-1 2de ronde: V van CUB Milián: 0-3 herkansingen: V van MDA Grabovetchi: 2-3                                                                                         |

### Zeilen
| Olympiër                                 | Discipline  | Resultaat | Prestatie                                   |
| ---------------------------------------- | ----------- | --------- | ------------------------------------------- |
| Andrea Zinali                            | mistral (m) | 36e       | 218 punten: (29-28-33-29-23-35-PMS-41-41)   |
| Luca Devoti                              | finn (m)    | 16e       | 90 punten: (7-25-21-15-18-9-9-PMS-7-4)      |
| Matteo Ivaldi Michele Ivaldi             | 470 (m)     | 15e       | 120 punten: (9-4-25-8-14-PMS-17-7-31-DSQ-5) |
|                                          |             |           |                                             |
| Alessandra Sensini                       | mistral (v) | Brons     | 28 punten: (1-7-1-6-7-15-14-5-1)            |
| Arianna Bogatec                          | europe (v)  | 12e       | 93 punten: (15-14-7-9-8-12-2-17-20-9-17)    |
| Federica Salvà Manuela Sossi             | 470 (v)     | 7e        | 64 punten: (11-4-9-15-15-13-9-9-2-3-4)      |
|                                          |             |           |                                             |
| Francesco Bruni                          | laser       | 12e       | 90 punten: (2-5-11-4-24-20-PMS-10-8-3-17)   |
| Marco Pirinoli Walter Pirinoli           | tornado     | 5e        | 44 punten: (16-12-PMS-3-3-5-6-4-5-4-2)      |
| Enrico Chieffi Roberto Sinibaldi         | star        | 6e        | 52 punten: (15-3-6-6-3-2-5-13-14-PMS)       |
| Claudio Celon Mario Celon Gianni Torboli | soling      | 10e       |                                             |

### Zwemmen
| Olympiër                                                                     | Discipline            | Resultaat | Prestatie                                                  |
| ---------------------------------------------------------------------------- | --------------------- | --------- | ---------------------------------------------------------- |
| René Gusperti                                                                | 50m vrije slag (m)    | 14e       | serie 7: 4de in 22,85 finale B: 6de in 22,94               |
| Massimiliano Rosolino                                                        | 200m vrije slag (m)   | 6e        | serie 5: 3de in 1.48,80 finale: 6de in 1.48,50             |
| Piermaria Siciliano                                                          | 200m vrije slag (m)   | 13e       | serie 5: 4de in 1.49,88 finale B: 5de in 1.50,07           |
| Emiliano Brembilla                                                           | 400m vrije slag (m)   | 4e        | serie 4: 1ste in 3.49,35 finale: 4de in 3.49,87            |
| Massimiliano Rosolino                                                        | 400m vrije slag (m)   | 6e        | serie 4: 2de in 3.51,05 finale: 6de in 3.51,04             |
| Emiliano Brembilla                                                           | 1500m vrije slag (m)  | 4e        | serie 5: 2de in 15.16,72 (NR) finale: 4de in 15.08,58 (NR) |
| Marco Formentini                                                             | 1500m vrije slag (m)  | 18e       | serie 5: 6de in 15.41,14                                   |
| Emanuele Merisi                                                              | 100m rugslag (m)      | 6e        | serie 7: 3de in 55,82 finale: 6de in 55,53                 |
| Mirko Mazzari                                                                | 200m rugslag (m)      | 7e        | serie 5: 2de in 1.59,95 finale: 7de in 2.01,27             |
| Emanuele Merisi                                                              | 200m rugslag (m)      | Brons     | serie 6: 1ste in 2.00,01 finale: 3de in 1.59,18            |
| Andrea Oriana                                                                | 100m vlinderslag (m)  | 39e       | serie 5: 8ste in 56,04                                     |
| Andrea Oriana                                                                | 200m vlinderslag (m)  | 17e       | serie 5: 6de in 2.00,67                                    |
| Luca Sacchi                                                                  | 200m wisselslag (m)   | 11e       | serie 5: 4de in 2.03,24 finale B: 3de in 2.03,49           |
| Luca Sacchi                                                                  | 400m wisselslag (m)   | 6e        | serie 2: 2de in 4.19,23 finale: 6de in 4.18,31             |
| Emiliano Brembilla Emanuele Idini Pier Maria Siciliano Massimiliano Rosolino | 4x200m vrije slag (m) | 6e        | serie 2: 1ste in 7.22,69 finale: 6de in 7.19,92            |
|                                                                              |                       |           |                                                            |
| Cecilia Vianini                                                              | 100m vrije slag (v)   | 24e       | serie 3: 3de in 57,17                                      |
| Manuela Dalla Valle                                                          | 100m schoolslag (v)   | 15e       | serie 6: 4de in 1.10,25 finale B: 7de in 1.11,19           |
| Manuela Dalla Valle                                                          | 200m schoolslag (v)   | 26e       | serie 5: 8ste in 2.34,76                                   |
| Ilaria Tocchini                                                              | 100m vlinderslag (v)  | 17e       | serie 5: 6de in 1.01,83                                    |
| Ilaria Tocchini                                                              | 200m vlinderslag (v)  | 17e       | serie 3: 6de in 2.16,10                                    |
| Lorenza Vigarani Manuela Dalla Valle Ilaria Tocchini Cecilia Vianini         | 100m wisselslag (v)   | 8e        | serie 3: 4de in 4.10,57 finale: 8ste in 4.10,59            |

Afghanistan · Albanië · Algerije · Amerikaanse Maagdeneilanden · Amerikaans-Samoa · Andorra · Angola · Antigua‑Barbuda · Argentinië · Armenië · Aruba · Australië · Azerbeidzjan · Bahama's · Bahrein · Bangladesh · Barbados · België · Belize · Benin · Bermuda · Bhutan · Bolivia · Bosnië en Herzegovina · Botswana · Brazilië · Britse Maagdeneilanden · Brunei · Bulgarije · Burkina Faso · Burundi · Cambodja · Canada · Centraal-Afrikaanse Republiek · Chili · China · Chinees Taipei · Colombia · Comoren · Congo-Brazzaville · Cookeilanden · Costa Rica · Cuba · Cyprus · Denemarken · Djibouti · Dominica · Dominicaanse Republiek · Duitsland · Ecuador · Egypte · El Salvador · Equatoriaal-Guinea · Estland · Ethiopië · Fiji · Filipijnen · Finland · Frankrijk · Gabon · Gambia · Georgië · Ghana · Grenada · Griekenland · Groot-Brittannië · Guam · Guatemala · Guinee · Guinee-Bissau · Guyana · Haïti · Honduras · Hongarije · Hongkong · Ierland · IJsland · India · Indonesië · Irak · Iran · Israël · Italië · Ivoorkust · Jamaica · Japan · Jemen · Joegoslavië · Jordanië · Kaaimaneilanden · Kaapverdië · Kameroen · Kazachstan · Kenia · Kirgizië · Koeweit · Kroatië · Laos · Lesotho · Letland · Libanon · Liberia · Libië · Liechtenstein · Litouwen · Luxemburg ·  Macedonië · Madagaskar · Malawi · Malediven · Maleisië · Mali · Malta · Marokko · Mauritanië · Mauritius · Mexico · Moldavië · Monaco · Mongolië · Mozambique · Myanmar · Namibië · Nauru · Nederland · Nederlandse Antillen · Nepal · Nicaragua · Nieuw-Zeeland · Niger · Nigeria · Noord-Korea · Noorwegen · Oeganda · Oekraïne · Oezbekistan · Oman · Oostenrijk · Pakistan · Palestina · Panama · Papoea-Nieuw-Guinea · Paraguay · Peru · Polen · Portugal · Puerto Rico · Qatar · Roemenië · Rusland · Rwanda · Saint Kitts en Nevis · Saint Lucia · Saint Vincent en Grenadines · Salomonseilanden · Samoa · San Marino · Sao Tomé en Principe · Saoedi-Arabië · Senegal · Seychellen · Sierra Leone · Singapore · Slovenië · Slowakije · Soedan · Somalië · Spanje · Sri Lanka · Suriname · Swaziland · Syrië · Tadzjikistan · Tanzania · Thailand · Togo · Tonga · Trinidad en Tobago · Tsjaad · Tsjechië · Tunesië · Turkije · Turkmenistan · Uruguay · Vanuatu · Venezuela · Verenigde Arabische Emiraten · Verenigde Staten · Vietnam · Wit-Rusland · Zaïre · Zambia · Zimbabwe · Zuid-Afrika · Zuid-Korea · Zweden · Zwitserland